# Cecilia Grierson
Cecilia Grierson (22 tháng 11 năm 1859 - 10 tháng 4 năm 1934) là một bác sĩ, nhà cải cách và người có tư tưởng tự do nổi tiếng người Argentina. Bà có thêm sự khác biệt khi trở thành người phụ nữ đầu tiên nhận bằng bác sĩ y tế ở Argentina.

## Tuổi thơ
Cecilia Grierson được sinh ra ở Buenos Aires vào năm 1859 với mẹ là Jane Duffy, một phụ nữ người Argentina và cha là John giáo xứ Robertson Grierson. Ông nội của bà, William Grierson, là một trong những người thực dân Scotland đã đến Buenos Aires vào năm 1825 để định cư tại Santa Catalina-Monte Grande.
Grierson dành thời thơ ấu của mình ở estancia của gia đình cô ở tỉnh Entre Ríos, nơi gia đình bà là những người nông dân thịnh vượng. Năm sáu tuổi, bà được gửi đến học tại các trường học tiếng Anh và tiếng Pháp tại Buenos Aires, nhưng phải trở về nhà sau cái chết sớm của cha mình. Bà phụ giúp mẹ quản lý một trường nông thôn, và cuối cùng dạy ở đó. Grierson quay trở lại Buenos Aires để ghi danh vào trường nữ sinh bình thường Nº 1, nơi cô tốt nghiệp làm giáo viên năm 1878. Bà đã dạy trong một số năm tại một trường nam sinh gần đó, và quyết định học ngành y.

## Nghề y
Grierson vấp phải sự phản đối cố thủ trong việc đăng ký vào trường y vào năm 1883, và được yêu cầu cung cấp bằng chứng bằng văn bản cho mong muốn trở thành bác sĩ. Một phụ nữ khác, Elida Passo, đã vào Trường Y để theo đuổi bằng Bác sĩ Dược, trở thành người phụ nữ Argentina đầu tiên vào năm 1885 để lấy bằng tốt nghiệp đại học ở Argentina. Passo đã vượt qua rất nhiều đơn xin bị từ chối và quay trở lại để lấy bằng Y Khoa. Tuy nhiên, Passo bị bệnh nặng khi đang học năm thứ 5 trường y và qua đời năm 1893 mà không có bằng tốt nghiệp.
Phụ nữ bị cấm ở Trường Y tại bốn trường đại học của quốc gia đang hoạt động vào thời điểm đó; Thật vậy, rất ít phụ nữ ở thế kỷ 19 Argentina đăng ký vào giáo dục trung học chính quy. Tuy nhiên, Grierson là một sinh viên đặc biệt, tình nguyện làm trợ lý không lương tại phòng thí nghiệm của trường đại học, và vào năm 1885, bắt đầu thực tập dưới sự bảo trợ của Bộ Y tế Công cộng. Bà đã tổ chức một dịch vụ xe cứu thương trong khi làm việc với bộ phận này, giới thiệu việc sử dụng chuông báo động (tương đương với còi báo động ngày nay), một sự đổi mới mà trước đó là độc quyền cho cứu hỏa. Công việc của bà trong một trận dịch tả năm 1886 đã tôn vinh bà cho công việc hiệu quả trong việc chăm sóc bệnh nhân trong khu cách ly (tại Bệnh viện Muñiz ngày nay).
Grierson cũng là người tiên phong trong ngành kinesiology. Bà đã giới thiệu một khóa học về liệu pháp massage tại Trường Y, và sau đó đã nói rõ ý tưởng của mình trong sách giáo khoa, Massage thực hành. Cuốn sách đã được đọc rộng rãi và đóng một vai trò quan trọng trong sự phát triển của kinesiology hiện đại ở Argentina. Bà tham gia vào đội ngũ nhân viên tại quan trọng Bệnh viện Rivadavia vào năm 1888, và tốt nghiệp vào năm 1889 khi bảo vệ thành công luận án của mình về phụ khoa: Histero-ovariotomías efectuadas en el Hospital de Mujeres desde 1883 một 1889 (Tách buồng trứng tại Bệnh viện Phụ nữ, 1883-1889). Do đó, Grierson trở thành người phụ nữ đầu tiên ở Argentina có bằng Y khoa.
Bà gia nhập đội ngũ nhân viên y tế tại Bệnh viện San Roque (ngày nay là Bệnh viện Ramos Mejía) sau khi tốt nghiệp. Bà cũng cung cấp các lớp học về giải phẫu tại Academia de Bellas Artes, và cung cấp tư vấn học tập và tâm lý miễn phí cho trẻ em có nhu cầu đặc biệt, đặc biệt là trẻ mù và câm điếc và  cũng đã hoàn thành các cuốn sách giáo khoa La giáoación del ciego (Giáo dục của người mù), Cuidado del enfermo (Chăm sóc bệnh nhân) và Primer Tratado Nacional de Enfermería (Sách giáo khoa điều dưỡng quốc gia đầu tiên).